# Équipe des Philippines de rugby à XV
L'équipe des Philippines de rugby à XV rassemble les meilleurs joueurs de rugby à XV du Philippines.

## Histoire
La Philippine Rugby Football Union (PRFU), l'instance dirigeante nationale du rugby à XV aux Philippines, est créée en 1998. Les Philippines font leurs débuts internationaux officiels en 5e division de l'ARFU Asia Rugby Series de 2006. Ils battent Guam 18 à 14 lors de leur premier match le 20 mai 2006. La PRFU devient membre à part entière de l'instance dirigeante internationale, l'International Rugby Board (IRB), en 2008. L'équipe est classée 39e au classement World Rugby en octobre 2024.

## Palmarès
- Division Régionale Asie-Pacifique 2008
- Division 3 2009
- Division 2 2010
- Division 1 2012
- Division 1 2018
- Division 1 2019

## Joueurs emblématiques

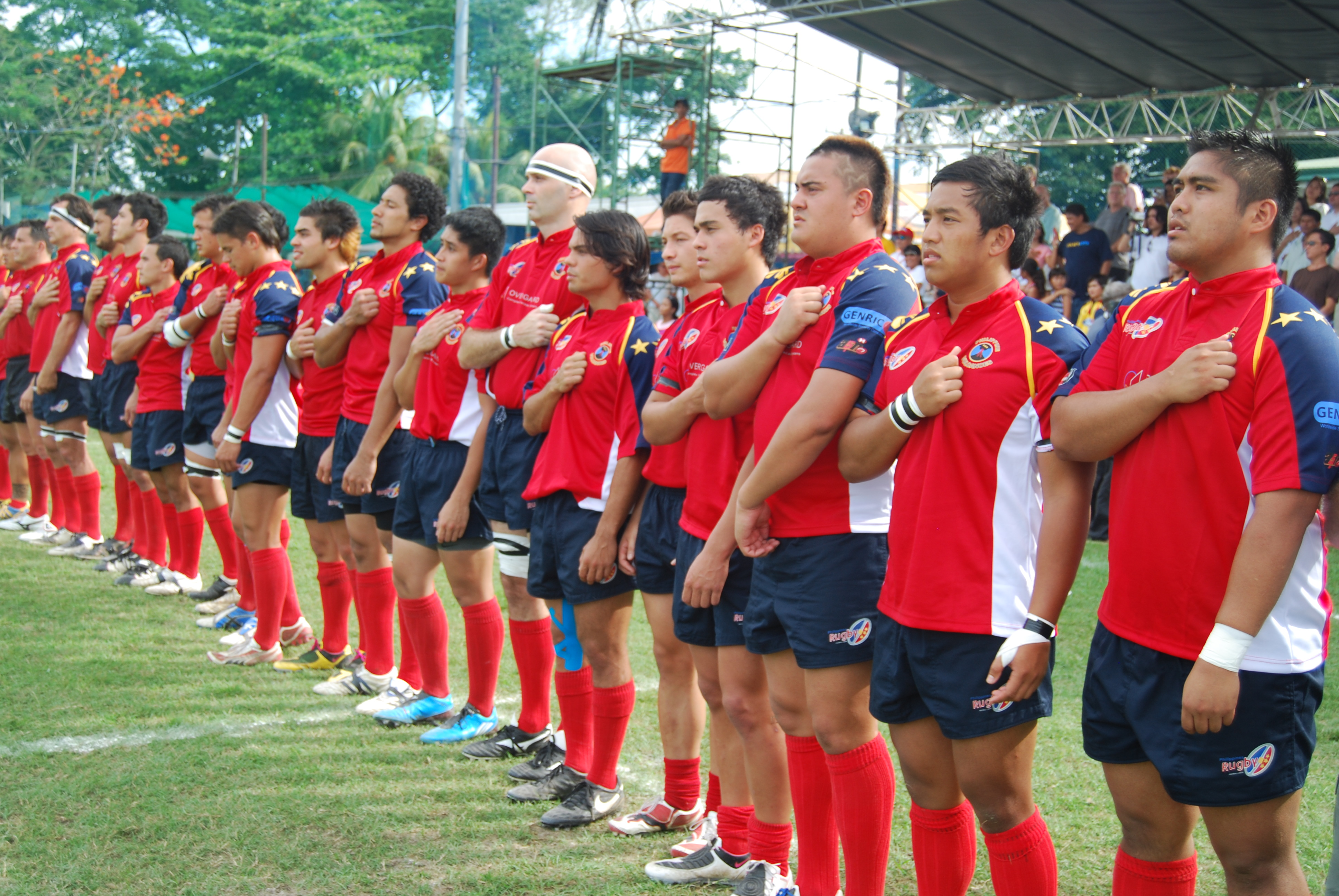
L'équipe des Philippines pendant l'hymne, en 2009.

- Patrice Olivier